# Konstantin Sakaïev
Konstantin Roufovitch Sakaïev (en russe : Константин Руфович Сакаев, en anglais : Konstantin Sakaev) est un grand maître russe du jeu d'échecs d'origine tatare, né le 13 avril 1974 à Léningrad, qui a remporté le championnat de Russie en 1999.

## Biographie
Il obtient le titre de grand maître en 1992. Il est aussi auteur de livres d'échecs. Sakaïev fait partie de l'équipe de l'école des grands maîtres de Saint-Pétersbourg et a été le secondant de Vladimir Kramnik et de Nana Ioseliani pour leur préparation au championnat du monde.

## Palmarès
- Champion du monde des moins de 16 ans en 1990,
- Champion d'URSS de la jeunesse en 1990,
- Champion du monde des moins de 18 ans en 1992,
- Champion de Russie en 1999,
- Champion olympique avec l'équipe de Russie en 1998 et 2000,
- Seizième place à la Coupe du monde d'échecs 2005[4].

## Championnats du monde et coupes du monde
| Année | Lieu                             | Résultat                                          | Ultimes adversaires                                                                               | Adversaires battus                         |
| ----- | -------------------------------- | ------------------------------------------------- | ------------------------------------------------------------------------------------------------- | ------------------------------------------ |
| 1999  | Las Vegas                        | deuxième tour                                     | Joël Lautier                                                                                      |                                            |
| 2000  | New Delhi                        | premier tour                                      | Sergueï Volkov                                                                                    |                                            |
| 2001  | Moscou                           | troisième tour                                    | Ievgueni Bareïev                                                                                  | Andriï Volokitine Igor-Alexandre Nataf     |
| 2004  | Tripoli                          | troisième tour                                    | Alekseï Dreïev                                                                                    | Dimitrios Mastrovasilis Šarūnas Šulskis    |
| 2005  | Khanty-Mansiïsk (coupe du monde) | quatrième tour (huitième de finale)Seizième place | Sergueï Roublevski (huitième de finale)Gata Kamsky, A. Dreïev Joël Lautier (matchs de classement) | Darcy Lima Sergey Erenburg Sergei Tiviakov |
| 2007  | Khanty-Mansiïsk (coupe du monde) | deuxième tour                                     | Ievgueni Alekseïev                                                                                | Nikita Vitiougov                           |
| 2009  | Khanty-Mansiïsk (coupe du monde) | troisième tour                                    | Nikita Vitiougov                                                                                  | Julio Granda Teimour Radjabov              |

## Publications
- (en) Expert's Guide to the 7.Bc4 Grunfeld  (ISBN 9789548782487).
- (avec Semko Semkov) (en) Latest Trends in the Semi Slav: Anti-meran  (ISBN 9789548782425).
- (en) How to Get the Edge Against the Grunfeld  (ISBN 9789548782357).